# فریدرسدورف (تورینگن)
فریدرسدورف (به آلمانی: Friedersdorf) یک شهر در آلمان است که در ایلم-کرایس واقع شده‌است. فریدرسدورف ۲۲۷ نفر جمعیت دارد.